# Teorema di non-comunicazione
In fisica, il teorema di non comunicazione, noto anche come principio di non segnalazione quantistica, afferma che una misurazione su un sistema fisico da parte di un osservatore macroscopico non permette di comunicare informazioni a un altro osservatore di un sistema in entanglement quantistico con il primo in modo istantaneo (no-go theorem).
La sua importanza è quella di evitare la trasmissione di informazioni a velocità maggiore di quella della luce, e quindi un contrasto con la relatività ristretta che il fenomeno dell'entanglement sembrerebbe rappresentare, come esemplificato dal paradosso EPR.

## Formulazione
La dimostrazione del teorema è comunemente illustrata dall'impostazione dei test di Bell in cui due osservatori Alice e Bob eseguono osservazioni locali su un sistema bipartito comune e usano il meccanismo statistico della meccanica quantistica, vale a dire gli stati di densità e le operazioni quantistiche.
Alice e Bob eseguono misurazioni sul sistema il cui spazio di Hilbert è {\displaystyle H=H_{A}\otimes H_{B}}. Si presume inoltre che tutto sia a dimensione finita per evitare problemi di convergenza. Lo stato del sistema composito è dato da un operatore di densità su H. Qualsiasi operatore densità su {\displaystyle H} è della forma:
{\displaystyle \sigma =\sum _{i}T_{i}\otimes S_{i}}
dove {\displaystyle T_{i}} e {\displaystyle S_{i}} sono operatori rispettivamente di {\displaystyle H_{A}} e {\displaystyle H_{B}}. Per quanto segue, non è necessario supporre che {\displaystyle T_{i}} e {\displaystyle S_{i}} siano operatori di proiezione di stato: cioè non devono necessariamente essere non negativi, né avere una traccia di uno. Cioè, σ può avere una definizione leggermente più ampia di quella di una matrice di densità; il teorema regge ancora. Si noti che il teorema vale banalmente per stati separabili. Se lo stato condiviso σ è separabile, è chiaro che qualsiasi operazione locale di Alice lascerà intatto il sistema di Bob. Quindi il punto del teorema è che nessuna comunicazione può essere raggiunta attraverso uno stato intricato condiviso.
Alice esegue una misurazione locale sul suo sottosistema. In generale, ciò è descritto da un'operazione quantistica, sullo stato del sistema, del seguente tipo:
{\displaystyle P(\sigma )=\sum _{k}(V_{k}\otimes I_{H_{B}})^{*}\ \sigma \ (V_{k}\otimes I_{H_{B}}),}
dove  {\displaystyle V_{k}} sono chiamate matrici di Kraus e soddisfano
{\displaystyle \sum _{k}V_{k}V_{k}^{*}=I_{H_{A}}.}
Il termine {\displaystyle I_{H_{B}}} dall'espressione
{\displaystyle (V_{k}\otimes I_{H_{B}})}
significa che l'apparato di misurazione di Alice non interagisce con il sottosistema di Bob.
Supponendo che il sistema combinato sia preparato nello stato σ e ipotizzando, a fini di discussione, una situazione non relativistica, immediatamente (senza alcun ritardo) dopo che Alice ha eseguito la sua misurazione, lo stato relativo del sistema di Bob è dato dalla traccia parziale del stato generale rispetto al sistema di Alice. Nei simboli, lo stato relativo del sistema di Bob dopo l'operazione di Alice è
{\displaystyle \operatorname {tr} _{H_{A}}(P(\sigma ))} dove {\displaystyle \operatorname {tr} _{H_{A}}}
è la mappatura della traccia parziale rispetto al sistema di Alice. Si può calcolare direttamente questo stato:
{\displaystyle {\begin{aligned}\operatorname {tr} _{H_{A}}(P(\sigma ))&=\operatorname {tr} _{H_{A}}\left(\sum _{k}(V_{k}\otimes I_{H_{B}})^{*}\sigma (V_{k}\otimes I_{H_{B}})\right)\\&=\operatorname {tr} _{H_{A}}\left(\sum _{k}\sum _{i}V_{k}^{*}T_{i}V_{k}\otimes S_{i}\right)\\&=\sum _{i}\sum _{k}\operatorname {tr} (V_{k}^{*}T_{i}V_{k})S_{i}\\&=\sum _{i}\sum _{k}\operatorname {tr} (T_{i}V_{k}V_{k}^{*})S_{i}\\&=\sum _{i}\operatorname {tr} \left(T_{i}\sum _{k}V_{k}V_{k}^{*}\right)S_{i}\\&=\sum _{i}\operatorname {tr} (T_{i})S_{i}\\&=\operatorname {tr} _{H_{A}}(\sigma ).\end{aligned}}}
Da ciò si sostiene che, statisticamente, Bob non può dire la differenza tra ciò che Alice ha fatto e una misurazione casuale (o se ha fatto qualcosa).